# Libertarias
Pour plus de détails, voir Fiche technique et Distribution.
Libertarias est un film espagnol de Vicente Aranda sorti en 1996.
C'est un long métrage de fiction consacré à la guerre d’Espagne qui a choisi un point de vue original : le conflit est vécu du côté des femmes libertaires. 

## Synopsis

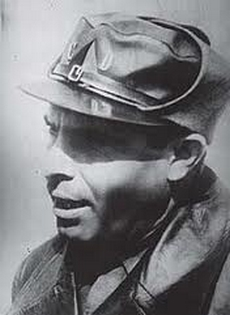
Buenaventura Durruti qui donne son nom à la Colonne que rejoignent les personnages du film.

L'action se déroule en Catalogne, quelques semaines après l'échec du coup d'État franquiste du 18 juillet 1936. Mobilisées spontanément et dans l'urgence, les milices de la Confédération Nationale du Travail (CNT) et de l'Union Générale des Travailleurs (UGT), après avoir écrasé les factieux, tiennent le front face à l'armée régulière. C'est le début de la révolution sociale et de la guerre civile...
Dans une petite ville près de Barcelone, Maria (Ariadna Gil), une bonne sœur, est forcée de quitter son couvent réquisitionné par les milices républicaines. Elle se réfugie d'abord dans un bordel puis est recueillie par Pilar (Ana Belén), une militante anarchiste et féministe appartenant à l'organisation féminine libertaire Mujeres Libres (« Femmes libres » en espagnol).
Avec leur groupe de combattantes libertaires, en majorité composé d'ouvrières du textile et de prostituées, elles rejoignent la Colonne Durruti (du nom de l'anarchiste Buenaventura Durruti) et partent pour le front de l'Èbre, près de Saragosse. Peu à peu, Maria adopte les idées libertaires. Leur groupe de miliciens participe à la prise de la ville San Román (commune de Bierge, province de Huesca) qui se révèle ne pas être un objectif militaire de première importance. Le film se termine par la mort de la totalité des miliciens, dont Pilar, sauf Maria qui est envoyée en prison.
Si le film prend délibérément parti pour les femmes qui se battent à la fois pour la révolution sociale et pour leur émancipation spécifique, il ne fait pas l'impasse sur les questions qui dérangent : les exécutions sommaires de nationalistes ne sont pas cachées, les destructions d’édifices religieux sont montrées comme l’occasion d’une grande fête libératrice, la question de la discipline sur le front n’est pas éludée.

## Réception

### Succès d'audience
Si le film n'est jamais sorti en français (il existe toutefois une version sous titrée), il fut un succès d'affluence en Espagne où il fit 576 990 entrées.

## Fiche technique
- Réalisateur / Metteur en scène / Directeur artistique : Vicente Aranda
- Scénariste : Vicente Aranda
- Producteur : Andrés Vicente Gómez
- Compositeur : José Nieto
- Directeur de la photographie : Jose Luis Alcaine & Juan Amorós
- Type : Fiction - Drame - Histoire
- Durée : 122 minutes (2h02)

## Distribution
- Ana Belén : Pilar
- Victoria Abril : Floren
- Ariadna Gil : María
- Blanca Apilánez : Aura
- Laura Mañá : Concha
- Loles León : Charo
- María Pujalte : Mariona
- Jorge Sanz : Obrero Hijo
- Miguel Bosé : Père Arnal